# Joseph Philippe Lemercier Laroche
Joseph Philippe Lemercier Laroche (26 de mayo de 1886 - 15 de abril de 1912) fue un ingeniero haitiano y uno de los únicamente tres pasajeros afrodescendientes conocidos en el desafortunado viaje del RMS Titanic. Los otros dos eran sus dos pequeñas hijas mulatas. Dejó a su esposa francesa embarazada y sus dos hijas en un bote salvavidas; sobrevivieron, pero él no. La hija menor de Joseph, Louise Laroche (2 de julio de 1910 - 28 de enero de 1998) fue una de las últimas supervivientes  del  hundimiento del Titanic.
LaRoche, una ópera en tres actos de la compositora de Atlanta Sharon J. Willis, está basada en su vida y formó parte del National Black Arts Festival 2003, que se estrenó en el Callanwolde Fine Arts el 18 de julio de ese año.

## Vida
A la edad de 15 años, Joseph fue enviado a Beauvais, Francia para estudiar. Después de graduarse con un título de ingeniería, se casó en marzo de 1908 con una joven francesa llamada Juliette Lafargue (1889-1980). Debido a la discriminación racial imperante en la época, sin embargo, tuvo dificultades para encontrar trabajo. Cansado de vivir de su suegro vendedor de vinos, decidió regresar a Haití con su familia creciente. Su tío político, Cincinnatus Leconte, presidente de Haití, arregló un trabajo para él como profesor de matemáticas.
Su hija Simonne Marie Anne Andrée Laroche nació en París, Francia, el 19 de febrero de 1909; seguida por su hermana, Louise Laroche, nacida prematura y enfermiza el 2 de julio de 1910.

## Viaje
La familia tenía previsto dejar Francia a finales de 1912, pero Juliette descubrió que se encontraba embarazada por tercera vez, y Joseph decidió adelantar el viaje para que el bebé naciera en Haití.
Como regalo de bienvenida, la madre de Joseph adquirió billetes de primera clase para la familia a bordo del trasantlántico SS France. Los Laroche supieron de la política de las navieras de línea francesas que estipulaban que los niños debían quedarse en la guardería y no se les permitía cenar con sus padres. Desaprobando esta política, cambiaron sus billetes por unos de segunda clase a bordo del RMS Titanic.
El Titanic era demasiado grande para el puerto de Cherburgo, Francia, y varios tender de la White Star Line transportaron a los pasajeros que subían desde Cherburgo al barco a bordo del SS Nomadic. La familia abordó el trasatlántico como pasajeros de segunda clase el 10 de abril de 1912.

### A bordo delTitanic
Poco después de que el Titanic golpeara un iceberg a las 23:40 horas del 14 de abril, Joseph despertó a Juliette y le dijo que el barco había sufrido un accidente. Se guardó todos sus objetos de valor en los bolsillos, y él y su esposa se llevaron a cada una de sus hijas dormidas a la cubierta superior del barco. No se sabe con certeza qué bote salvavidas abordaron Juliette y sus hijas, aunque Juliette recordaba que una condesa estaba en su bote. Había una condesa, Noël Leslie, condesa de Rothes, a bordo del navío y que se salvó huyendo en el bote salvavidas 8, así que probablemente Juliette, Simonne y Louise también se salvaron a bordo de este bote. Joseph murió en el hundimiento; su cuerpo nunca fue recuperado.
Más tarde en la madrugada del 15 de abril, Juliette y sus hijas fueron rescatadas por el RMS Carpathia. Las dos niñas fueron subidas a cubierta en bolsas de arpillera. A bordo del Carpathia, Juliette encontró muy difícil conseguir paños que poder utilizar como pañales. Como no había ninguno de sobra, Juliette improvisó y al final de cada comida se sentaba sobre las servilletas, las escondía y hacía pañales con ellas de regreso al camarote. El Carpathia llegó a Nueva York el 18 de abril. Como no conocía a nadie allí, Juliette decidió no continuar hacia Haití. En cambio, regresó con su familia en Villejuif, Francia. Llegaron al mes siguiente, y allí Juliette daría a luz a su hijo, al que llamó Joseph (17 de diciembre de 1912-17 de enero de 1987), en honor a su padre difunto. No volvió a casarse.

## Louise Laroche
En marzo de 1995, Louise subió a bordo del Nomadic por primera vez desde 1912 cuando llevara a su familia al Titanic desde Cherburgo. A ella se unió su amiga y también superviviente del naufragio Millvina Dean. Ese mismo año, Louise estuvo presente cuando la Sociedad Histórica del Titanic dedicó un marcador de piedra en Cherburgo en memoria de los pasajeros del Titanic que zarparon de su puerto.
Louise Laroche, que permaneció soltera toda su vida, viviendo en la casa familiar de Villejuif con su hermano y cuñada, falleció el 28 de enero de 1998 a la edad de 87 años. Su hermana Simonne había muerto, también soltera sin hijos, en París en 1979. A la muerte de Louise, quedaban siete supervivientes restantes del célebre naufragio.